# بابای باحال (فیلم ۲۰۰۹)
بابای باحال (به انگلیسی: Daddy Cool) فیلمی هندی محصول سال ۲۰۰۹ و به کارگردانی عاشق ابو است. در این فیلم بازیگرانی همچون مموتی، دانانجی، ریچا پالود، دانیل بالاجی، بیجو منون، رادیکا، گوویند پادماسوریا، اشیش ویدیارتی، سایکومار، سوراج ونجارامودو، لنا و نیکیتا تاکرال ایفای نقش کرده‌اند.